# István Gyurasits
István Gyurasits (1946 – 5 ottobre 2012) è stato un cestista ungherese.

## Carriera
Con l'Ungheria ha disputato i Campionati europei del 1969.